# Ephydra currani
Ephydra currani är en tvåvingeart som beskrevs av Wirth 1971. Ephydra currani ingår i släktet Ephydra och familjen vattenflugor. Inga underarter finns listade i Catalogue of Life.